# コムテックス
株式会社コムテックス（英: COMTEX LTD.）は、大阪市西区阿波座に本社のある、日本の商品先物取引企業。

## 概要
1955年（昭和30年）4月15日、旭米商事株式会社の先物取引部門が分離し、資本金150万円で「株式会社山三商会」が設立された。そして、大阪穀物取引所（現:堂島取引所）に商品仲買人として登録した。
1995年（平成7年）、株式会社山三商会を現在の「株式会社コムテックス」に社名変更。
1998年（平成10年）、インターネット取引（現在サービス名:トレードワン）の提供を開始し、2012年（平成24年）、スマートフォン用インターネット取引アプリ「トレードワン・スマート」をリリース。
2022年現在、コムテックスは大阪取引所、東京商品取引所、堂島取引所に上場している商品の先物取引の売買を仲介する。

## 沿革
- 1955年（昭和30年） - 旭米商事株式会社より先物取引部門を分離し、資本金150万円で「株式会社山三商会」を設立。大阪穀物取引所（現：堂島取引所）に商品仲買人として登録する。
- 1971年（昭和46年） - 商品仲買人登録制から商品取引員許可制への変更に伴い、株式会社山三商会は農林水産大臣より商品取引員の許可を受ける。
- 1977年（昭和52年） - 商品取引員の許可の更新制度が導入され、農林水産大臣より商品取引員の許可の更新を受ける。
- 1983年（昭和58年） - 当業者取引員から専業取引員となる。
- 1985年（昭和60年） - 東京都中央区に東京支店（現：東京支社）を開設する。
- 1987年（昭和62年） - 東京工業品取引所（現：東京商品取引所）貴金属市場の商品取引員として許可を受ける。
- 1991年（平成3年） - 東京工業品取引所（現：東京商品取引所）ゴム市場の商品取引員として許可を受ける。
- 1995年（平成7年） - 福岡市博多区に福岡支店開設。 株式会社山三商会を現在の「株式会社コムテックス」に社名変更する。
- 1998年（平成10年） - コムテックスはインターネット取引（現在サービス名：トレードワン）のサービス提供を開始する。
- 1999年（平成11年） - 東京工業品取引所（現：東京商品取引所）石油市場の商品取引員として許可を受ける。
- 2005年（平成17年） - 農林水産大臣および経済産業大臣より改正商品取引所法に基づく商品取引受託業務の許可を受ける。クリアリングハウス制度の導入に伴い、株式会社日本商品清算機構の清算資格を取得。
- 2010年（平成22年） - 福岡支店のサテライト店として、沖縄県浦添市に沖縄サテライトを開設する。
- 2011年（平成23年） - 農林水産大臣および経済産業大臣より改正商品取引所法に基づく商品先物取引業の許可を受ける。コムテックスは資本金を15億5千万円に増資。東京支社営業部のサテライト店として、名古屋市中区に名古屋サテライト（現：名古屋支店）を開設。
- 2012年（平成24年） - スマートフォン用インターネット取引アプリ「トレードワン・スマート」をリリース。
- 2013年（平成25年） - 東京商品取引所の農産物・砂糖市場開設に伴い、受託取引参加者資格を取得。
- 2014年（平成26年） - 生命保険及び損害保険の募集業務を開始する。
- 2020年（令和2年） - 金融商品取引法に基づき、近畿財務局長より第一種金融商品取引業の登録を受ける。日本証券業協会に特定業務会員として加入。大阪取引所の商品先物等取引参加者資格を取得。清算機構の統合に伴い、株式会社日本証券クリアリング機構の清算資格を取得。
- 2021年（令和3年） - コムテックスは株式会社大阪取引所の原油等部取引参加者となる。

## 講演会
コムテックスは著名人を招いた講演会を一般投資家向けに開催している。過去の主な著名人は以下の通りである。
- 舛添要一
- 竹中平蔵
- 岸博幸
- 森永卓郎